# Agra
|  | Per a altres significats, vegeu «Agra (desambiguació)». |

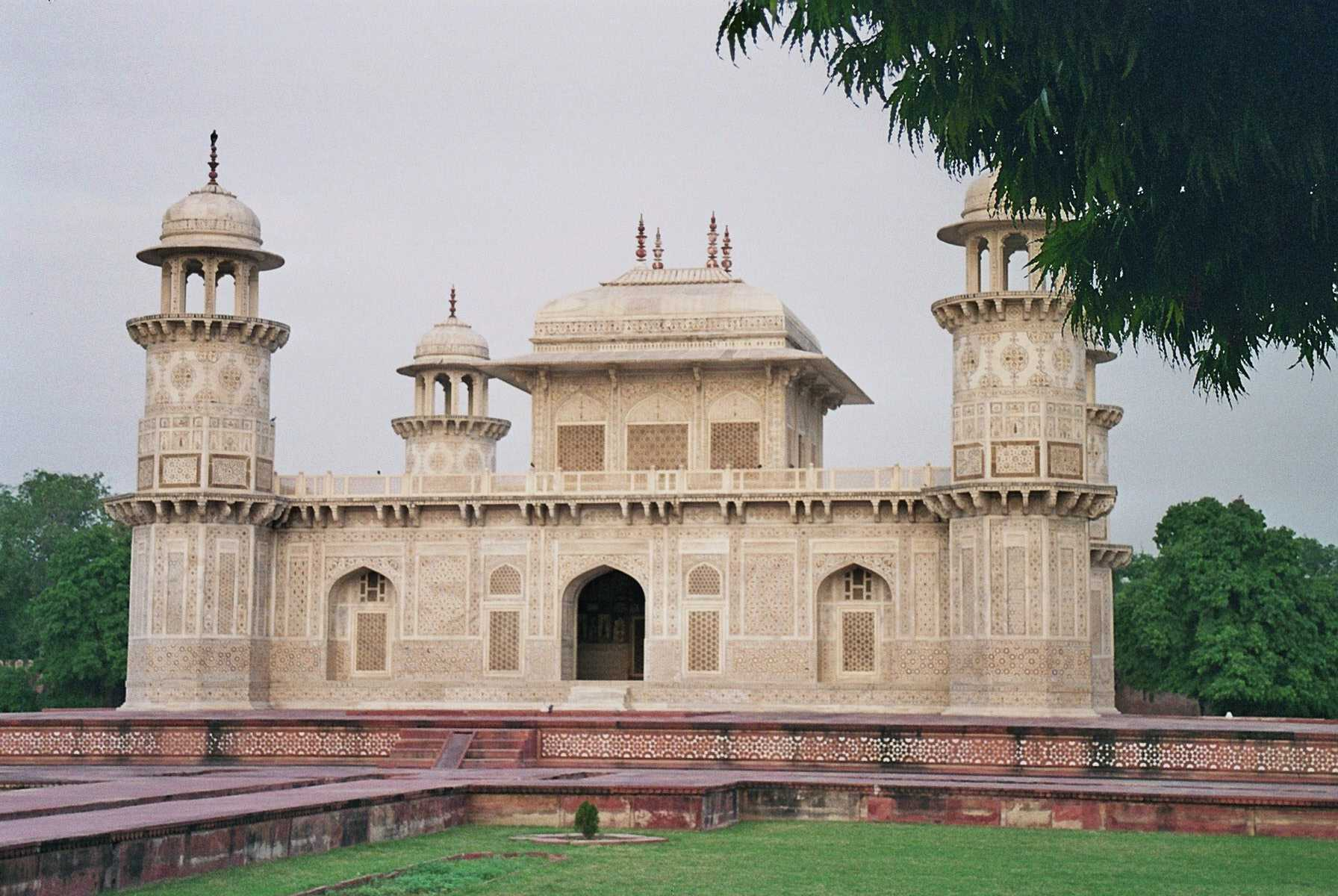
El Mausoleu d'Itimad-ud-Daula, a Agra.

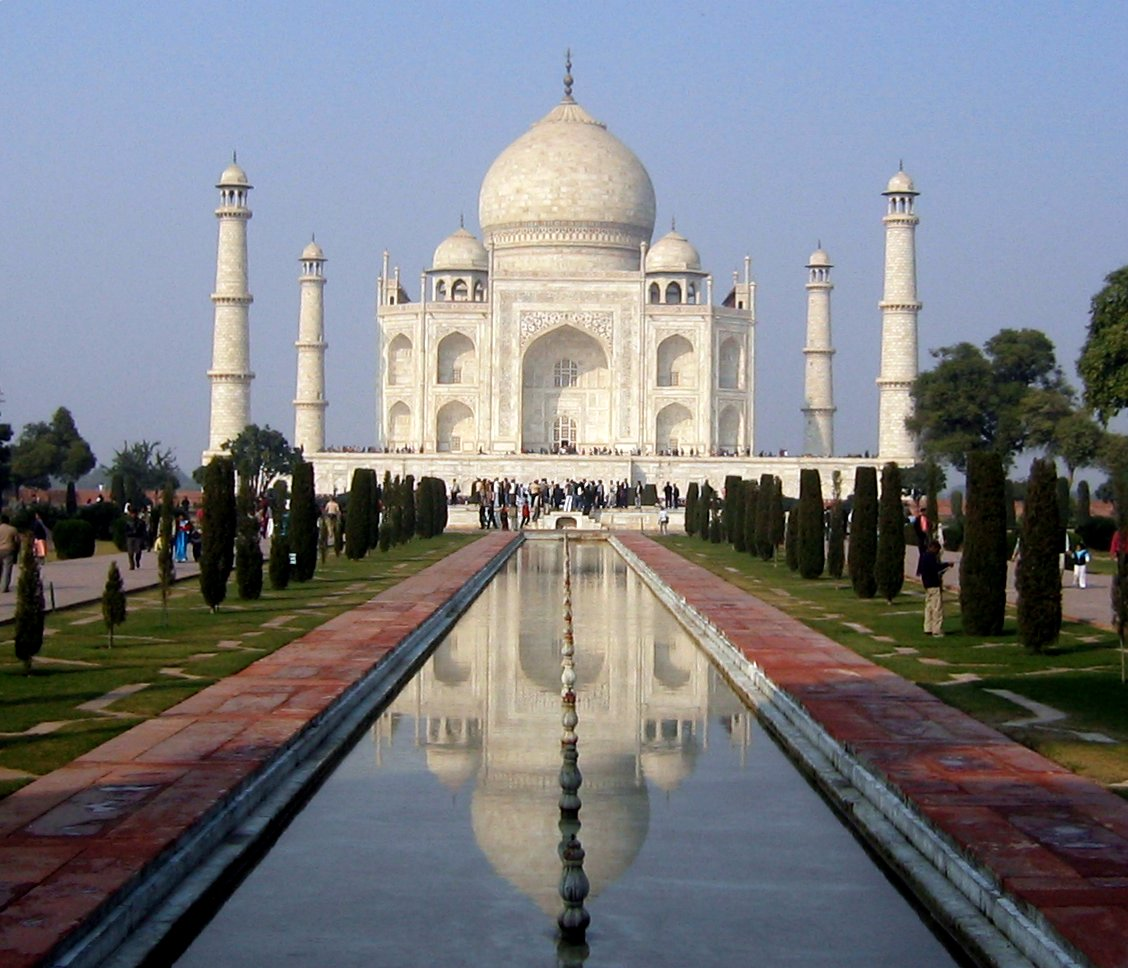
Vista del Taj Mahal.

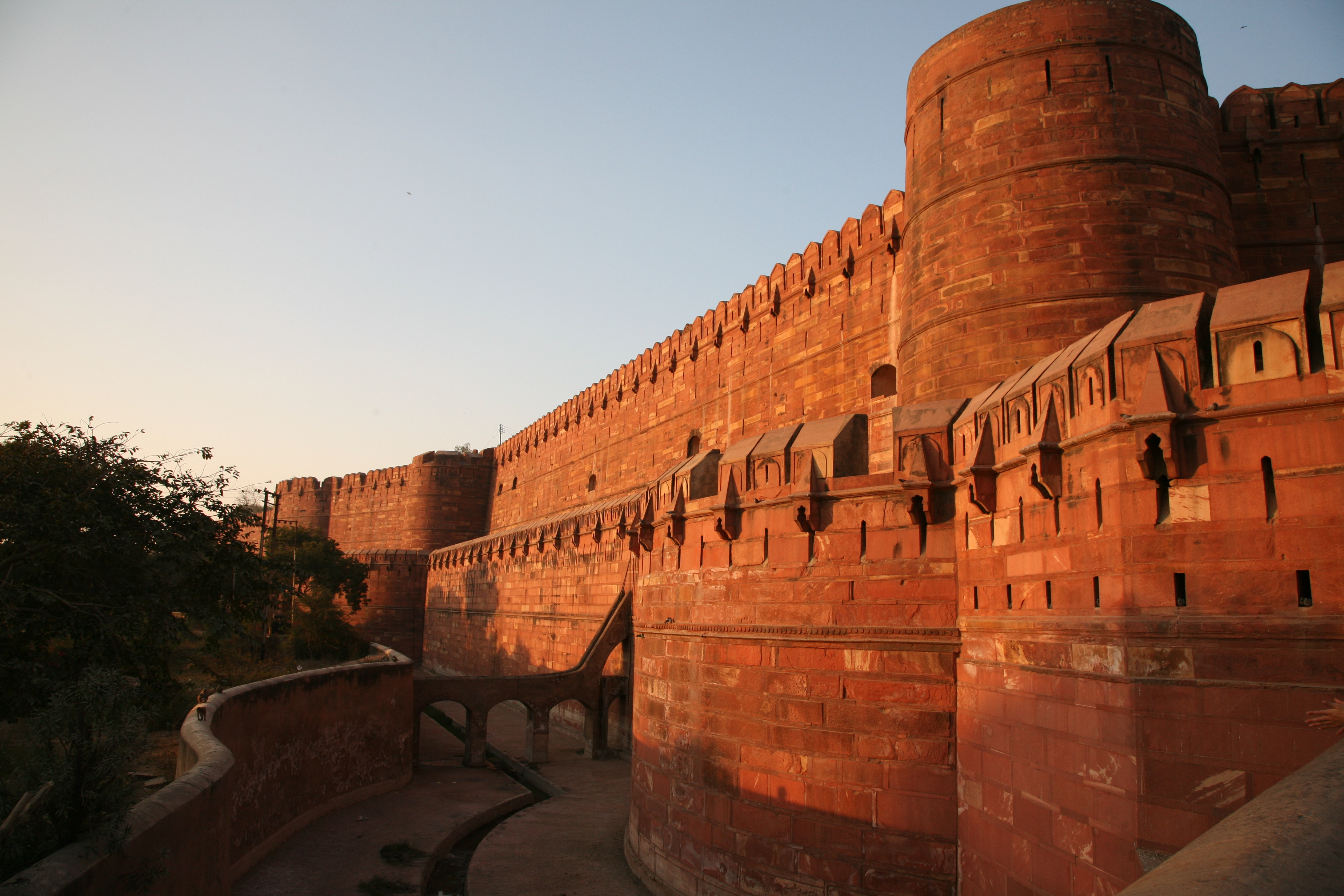
El Fort d'Agra

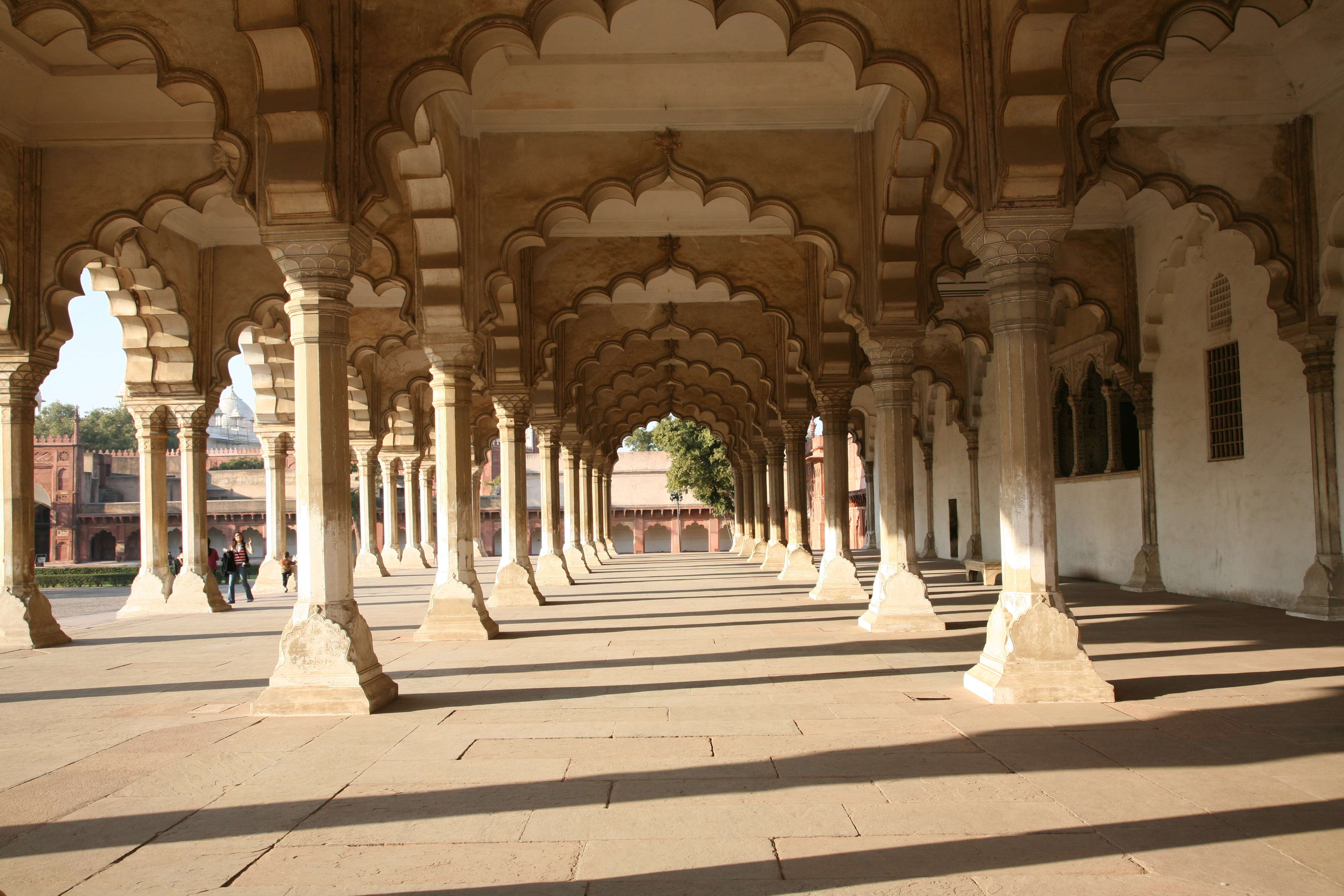
El palau Diwan-i-Am

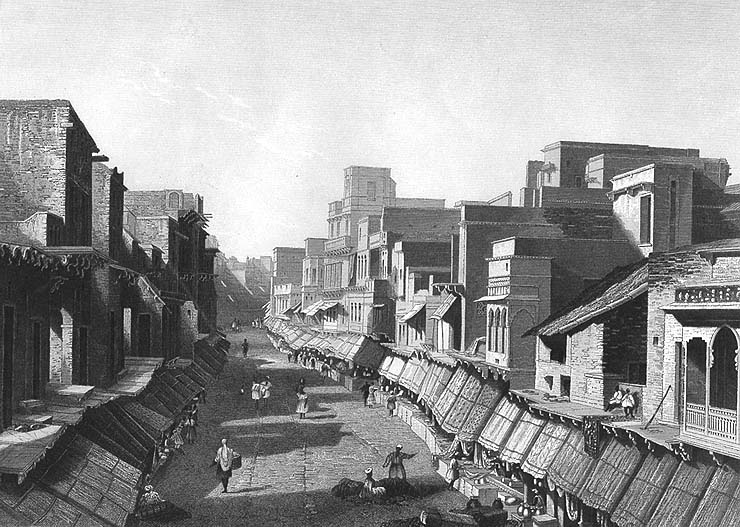
Carrer Major d'Agra el 1858

Agra (en hindi: आगरा, en urdú: آگرا) és una ciutat situada a les ribes del riu Yamuna, a l'estat d'Uttar Pradesh, a l'Índia. Fou la capital de l'imperi mogol entre 1556 i 1658.
Agra es troba a quasi 200 km al sud de Delhi. Té bones connexions amb la capital per tren, avió i carretera. L'any 2011 tenia una població d'1.585.705 habitants.

## Història
La ciutat va ser fundada entre 1501 i 1504 per Sikandar Lodi, soldà de Delhi, que la va convertir en la seva capital. Bàber va prendre la ciutat després de vèncer Ibrahim Lodi en la batalla de Panipat i es proclama soldà en lloc seu, fet que va ser el començament de la dinastia mogol de l'Índia. Akbar la va convertir en la capital oficial de l'imperi el 1556.
Entre mitjan segle xvi i mitjan segle xvii, durant els regnats d'Akbar, Jahangir i Xa Jahan, la ciutat va tenir el seu màxim apogeu i esplendor. Xa Jahan va ordenar construir-hi el Taj Mahal el 1631. Més endavant la capital de l'imperi es va traslladar a Delhi.
Després de la caiguda de l'imperi mogol, els jats el 1761, els rajputs de Gwalior el 1764, els sindhia el 1784 i els britànics el 1803 van residir a la ciutat. Durant la revolta dels sipais el 1857 va haver-hi diverses batalles al fort d'Agra.
Actualment la ciutat rep milions de visitants cada any per veure el mausoleu del Taj Mahal. La ciutat sofreix, però, d'una intensa contaminació atmosfèrica que està posant en seriós perill la conservació del seu patrimoni.
Agra apareix esmentada sota els reis Lodi de Delhi, que residien a Agra. Ibrahim II Lodi fou derrotat el 1526 per Bàber que va ocupar el territori. El 1527 Bàber va derrotar els rajputs prop de la futura Fatehpur Sikri (la nova capital erigida pel seu net Akbar però que es va haver d'abandonar uns anys més tard). Va residir a Agra on va morir el 1530 (després fou traslladat a Kabul). El seu fill Humayun també va residir allí fins a la seva expulsió el 1540 per Sher Shah.
Més tard Akbar va viure a la ciutat bona part del seu regnat i va fundar la moderna ciutat d'Agra a la riba occidental del Yamuna i el famós Fort d'Agra (1566), i va ser coneguda com a Akbarabad; també va fundar Fatehpur Sikri vers 1570 que va pensar a fer capital. El 1601, després de les seves campanyes va retornar a Agra on va morir el 1605. Està enterrat al mausoleu de Sikandra a uns 8 km d'Agra, construït pel seu fill Jahangir que també va construir una tomba pel seu sogre Itimad al-Dawla i un palau al fort conegut com a Jahangir Mahal. Aquest va abandonar Agra el 1618 cap al final del seu regne i va viure al Panjab i a Kabul.
El seu fill Xa Jahan fou proclamat emperador a Agra el 1628 i hi va residir del 1632 al 1637, però va traslladar la capital a Delhi; no obstant això, a Agra, hi va construir el Taj Mahal i altres monuments com la mesquita de la Perla, la Gran Mesquita i el Khas Mahal.
La revolta (1658) d'Aurangzeb contra el seu pare Xa Jahan va acabar amb la deposició d'aquest que fou confinat a Agra durant set anys fins a la seva mort (1666). Des del 1666 fou seu d'un subadar (governador provincial) de l'imperi i va patir després atacs dels jats; finalment els jats de Bharatpur dirigits Suraj Mall i Walter Reinhardt, conegut com a Samruper, van ocupar Agra el 1764.
El 1770 fou atacada pels marathes però en foren expulsats pel general Najaf Khan el 1773 i els jats van tenir el control de la ciutat uns mesos més, fins que el 1774 el general imperial Najaf Khan la va ocupar. Najaf hi va governar uns quants anys quasi com un sobirà fins que va morir el 1779; la ciutat va passar llavors al persa Muhammad Beg Khan de Hamadan, nomenat governador per l'emperador.
El 1784 Muhammad Beg es va revoltar i fou assetjat pels imperials de Shah Alam i pels marathes de Mahadji Sindhia, que finalment la va ocupar i conservar fins a 1787, quan fou atacat pels generals imperials Ghulam Kadir i Ismaïl Beg, que poc després foren derrotats pel general De Boigne, al servei dels marathes, prop de Fatehpur Sikri, el juny de 1788, i la van recuperar, conservant-la fins que finalment l'octubre de 1803 el britànic Lord Lake va entrar a la ciutat.
Agra va esdevenir una fortalesa fronterera. El 1835 fou declarada seu del govern de la presidència d'Agra (Províncies del Nord-oest) però la fiscalitat i la justícia van romandre a Allahabad fins al 1843, quan van passar també a Agra.
La rebel·lió dels sipais va esclatar a Meerut el maig de 1857 i les notícies van arribar a Agra l'11 de maig. El 30 de maig es van revoltar dues companyies de soldats nadius que el 31 de maig van tornar a obeir les ordres. El 15 de juny es van revoltar els soldats a Gwalior i la revolta es va estendre a Agra. El 2 de juliol els rebels van arribar a Fatehpur Sikri i el 3 de juliol els oficials es van retirar a l'interior de la ciutat i dos dies després els rebels van començar a avançar, i van expulsar els britànics de la posició exterior de Sucheta; les masses de la població van sortir al carrer saquejant la ciutat i matant els europeus i també nadius; els rebels però van marxar finalment cap a Delhi sense entrar a Agra on l'ordre fou restaurat el 8 de juliol; els oficials i la guarnició van quedar tancats de fet al fort. El lloctinent governador de les Províncies del Nord-oest John Colvin va morir en els incidents.
Reconquerida Delhi pels britànics (setembre) els rebels fugitius d'allí i altres de l'Índia central es van unir i van avançar cap a Agra el 6 d'octubre ocupant Fatehpur Sikri. El 10 d'octubre el coronel Greathed, que venia de Delhi amb una columna, va entrar a la ciutat d'Agra sense que els rebels coneguessin la notícia, aportant reforços, i quan es va produir l'atac a Agra fou rebutjat i els rebels es van desbandar. El govern britànic es va establir a Agra fins al febrer de 1858 quan es va traslladar a Allahabad que tenia una posició estratègica millor. Llavors Agra va restar com a capital de la divisió d'Agra i el districte d'Agra, però ho va deixar de ser de la província.

## Monuments
- El Taj Mahal, el mausoleu més famós del món.
- El Fort d'Agra, construït per Akbar com a palau i convertit en recinte militar pel seu fill.
- El Mausoleu d'Itimad-ud-Daula, construït entre 1622 i 1628.
- La tomba de Chini Ka Rauza, primer ministre de Xa Jahan.
- Els jardins Ram Bagh, primers jardins mogols.